# Letchworth Garden City
Die englische Stadt Letchworth Garden City (oft kurz Letchworth genannt) in der Grafschaft Hertfordshire war der erste Realisierungsversuch einer Gartenstadt. Sie wurde im Jahr 1903 rund 50 Kilometer nördlich von London gegründet.
Die Planungen wurden von Barry Parker und Raymond Unwin durchgeführt.
Die Gesamtfläche besteht aus 2057 Hektar und die Freiflächen innerhalb der Stadt 52 Hektar Land.
Letchworth Garden City sollte die neuen sozialreformerischen Ansätze, die Ebenezer Howard an den Städtebau gestellt hatte, erfüllen. Zur Bildung einer eigenständigen kleinstädtischen Einheit wurde eine eigene Industrie angelegt. Allerdings war diese Stadt nie autark, sondern von Anfang an von London abhängig.
Heute leben in der Stadt 33.249 Einwohner (Stand 2011). Die Stadt ist Verwaltungssitz des Distrikts North Hertfordshire.

## Söhne und Töchter der Stadt
- James Lovelock (1919–2022), unabhängiger Wissenschaftler
- Richard Smith (1931–2016), Maler
- John Martin Scripps (1959–1996), Mörder
- Simon West (* 1961), Filmregisseur
- Mandeep Dhillon (* 1990), Schauspielerin
- David Pittard (* 1992), Autorennfahrer

## Städtepartnerschaften
Letchworth hat drei Partnerstädte:
- Chagny, Frankreich
- Wissen, Deutschland
- Kristiansand, Norwegen

## Trivia
Die Stadt ist Namenspatron der sogenannten Letchworth-Enigma, eines kryptanalytischen Konzepts, das in der nach dem britischen Codebreaker Alan Turing (1912–1954) ersonnenen Turing-Bombe Verwendung fand, mithilfe der die Alliierten während des Zweiten Weltkriegs deutsche Enigma-Funksprüche „knackten“.
Die Stadt war einer der Drehorte der Science-Fiction-Filmkomödie The World’s End.